# Thanh Yên, Điện Biên
Thanh Yên là một xã thuộc huyện Điện Biên, tỉnh Điện Biên, Việt Nam.

## Địa lý
Xã Thanh Yên nằm ở phía tây nam của huyện Điện Biên, cách trung tâm huyện khoảng 4 km, có vị trí địa lý:
- Phía đông giáp các xã Thanh Xương, Thanh An và Noong Hẹt
- Phía tây giáp xã Pa Thơm
- Phía nam giáp xã Noong Luống
- Phía bắc giáp xã Thanh Chăn.

Xã Thanh Yên có diện tích 19,79 km², dân số năm 2022 là 7.449 người, mật độ dân số đạt 376 người/km².

## Hành chính
Xã Thanh Yên được chia thành 8 thôn: Bãi Màu, C2 Yên Trường, C3 Thanh Trường, Hoàng Yên, Thanh Hà, Tiến Thanh, Việt Yên, Yên Bình và 10 bản: Bánh, Chiềng Tông, Hạ, Nà Ngum, Noong Vai, Pa Bói, Pa Pháy, Phú Yên, Phượn, Yên Sơn.

## Lịch sử
Năm 1958, thành lập xã Thanh Yên trên cơ sở 3 xã: Thanh Yên, Thanh Cang, Pa Thơm.
Năm 1964, chia xã Thanh Yên thành 3 xã: Thanh Yên, Thanh Chăn và Pa Thơm.
Sau khi chia tách xã Thanh Yên gồm có 10 thôn: Tiến Thanh, Việt Yên 1, Việt Yên 2, Thanh Hà 1, Thanh Hà 2, Hoàng Yên, C2 Yên Trường, C3 Thanh Trường, Yên Bình, Yên Màu và 13 bản: Noong Vai 1, Nông Vai 2, Pa Pháy, Nà Ngum, Hạ, Yên Sơn, Pa Bói 1, Pa Bói 2, Phượn, Bánh, Phú Yên, Nà Tông, Chiềng Đông.
Ngày 10 tháng 7 năm 2019, HĐND tỉnh Điện Biên ban hành Nghị quyết số 116/NQ-HĐND về việc:
- Thành lập bản Noong Vai trên cơ sở bản Noong Vai 1 và bản Noong Vai 2.
- Thành lập thôn Việt Yên trên cơ sở thôn Việt Yên 1 và thôn Việt Yên 2.
- Thành lập bản Pa Bói trên cơ sở bản Pa Bói 1 và bản Pa Bói 2.
- Thành lập thôn Thanh Hà trên cơ sở thôn Thanh Hà 1 và thôn Thanh Hà 2.
- Sáp nhập bản Nà Tông vào bản Chiềng Đông.